# 난닝시
난닝(남녕, 중국어: 南宁, 병음: Nánníng, 좡어:Nanzningz)은 중국 광시 좡족 자치구의 수부(首府)이다. 역사적인 간칭은 옹(邕)이지만, 근년 녹화가 진행되어 녹성이라고도 말한다. 좡족이 전체 시 인구의 56.3%를 차지한다.

## 역사
기원 전 214년 진의 영남 정복으로 계림군(桂林郡)에 속하였고, 광저우를 수도로 하는 남월국(南越王國을) 거쳐, 기원 전 111년에 한나라의 울림군(郁林郡)이 되었다. 318년에 동진이 울림군으로부터 진흥군(晋興郡)을 분치해, 진흥현을 두었다. 이것이 오늘의 난닝의 시작이다. 당대에는 주가 설치되어. 이것이 오늘의 난닝의 간칭의 기원이 된다. 원대에는 옹주로(邕州路)가 남녕로(南寧路)로 개명되어 남녕이라는 이름이 시작되었다. 명대에는 남녕부(南寧府)가 설치되고, 광시시정사사(廣西布政使司)에 속하였고, 청대에는 구이린(桂林)을 성회로 하는 광시 성에 속했다.
신해혁명 후, 광시 군정부는 1913년 구이린에서 난닝으로 성도를 옮겼지만, 1936년에는 다시 구이린으로 돌아왔다. 중일 전쟁에서는 두 번이나 일본군에 점령되었다. 1949년 12월 4일 인민해방군이 난닝에 입성해, 1950년 1월 23일 난닝 시 인민정부가 정식으로 성립했다. 동년 2월 8일 광시 성 인민정부가 성립하면서 난닝을 성도로 했다. 그 후, 여러 차례 변천을 거쳐 1958년 3월 5일 현재의 광시 좡족 자치구가 성립하여, 난닝 시가 자치구 수도가 되었다. 1968년에는 문화대혁명에 의해 난닝 시 혁명위원회가 성립하지만, 1980년에는 정식으로 시인민정부가 부활한다. 1992년 6월 15일, 국무원의 결정에 의해 난닝 시는 대외 개방 도시가 되었다.

## 지리
자치구 중남부의 난닝 분지를 흐르는 옹강(邕江) 양안에 위치한다. 옹강은 주강(珠江)의 지류인 서강(西江)의 지류이며, 하천 항로로 바다에 나올 수 있다. 베트남 국경으로부터 160km 지점에 있어, 중국과 동남아시아와의 무역상 중요한 도시가 된다. 해발고도는 70~500m 사이이다.

## 기후
바다에서 멀지 않기 때문에, 고온 다습하다. 연평균 기온은 22.3 °C이고 연평균 강수량은 약 1300mm이다. 1월 평균 최저기온은 10 °C이고 7월 평균 최고기온은 33 °C이다. 서리가 내리는 날은 3~4일 밖에 되지 않으며 눈은 거의 오지 않는다.
| 난닝시 융닝구의 기후                                          | 난닝시 융닝구의 기후 | 난닝시 융닝구의 기후 | 난닝시 융닝구의 기후 | 난닝시 융닝구의 기후 | 난닝시 융닝구의 기후 | 난닝시 융닝구의 기후 | 난닝시 융닝구의 기후 | 난닝시 융닝구의 기후 | 난닝시 융닝구의 기후 | 난닝시 융닝구의 기후 | 난닝시 융닝구의 기후 | 난닝시 융닝구의 기후 | 난닝시 융닝구의 기후 |
| 월                                                            | 1월                  | 2월                  | 3월                  | 4월                  | 5월                  | 6월                  | 7월                  | 8월                  | 9월                  | 10월                 | 11월                 | 12월                 | 연간                 |
| ------------------------------------------------------------- | -------------------- | -------------------- | -------------------- | -------------------- | -------------------- | -------------------- | -------------------- | -------------------- | -------------------- | -------------------- | -------------------- | -------------------- | -------------------- |
| 역대 최고 기온 °C (°F)                                        | 32.6 (90.7)          | 36.2 (97.2)          | 35.5 (95.9)          | 38.3 (100.9)         | 40.4 (104.7)         | 37.9 (100.2)         | 39.0 (102.2)         | 39.1 (102.4)         | 38.2 (100.8)         | 35.2 (95.4)          | 33.7 (92.7)          | 30.5 (86.9)          | 40.4 (104.7)         |
| 일평균 최고 기온 °C (°F)                                      | 17.3 (63.1)          | 19.2 (66.6)          | 21.8 (71.2)          | 27.2 (81.0)          | 30.9 (87.6)          | 32.3 (90.1)          | 32.9 (91.2)          | 33.1 (91.6)          | 32.1 (89.8)          | 29.1 (84.4)          | 24.9 (76.8)          | 20.0 (68.0)          | 26.7 (80.1)          |
| 일일 평균 기온 °C (°F)                                        | 13.3 (55.9)          | 15.1 (59.2)          | 18.0 (64.4)          | 23.0 (73.4)          | 26.4 (79.5)          | 28.1 (82.6)          | 28.5 (83.3)          | 28.4 (83.1)          | 27.2 (81.0)          | 24.1 (75.4)          | 19.8 (67.6)          | 15.2 (59.4)          | 22.3 (72.1)          |
| 일평균 최저 기온 °C (°F)                                      | 10.7 (51.3)          | 12.5 (54.5)          | 15.4 (59.7)          | 20.0 (68.0)          | 23.3 (73.9)          | 25.3 (77.5)          | 25.7 (78.3)          | 25.5 (77.9)          | 24.0 (75.2)          | 20.7 (69.3)          | 16.4 (61.5)          | 12.0 (53.6)          | 19.3 (66.7)          |
| 역대 최저 기온 °C (°F)                                        | −2.1 (28.2)          | 0.2 (32.4)           | 3.7 (38.7)           | 9.2 (48.6)           | 13.5 (56.3)          | 18.2 (64.8)          | 19.7 (67.5)          | 19.9 (67.8)          | 15.4 (59.7)          | 6.9 (44.4)           | 0.7 (33.3)           | −1.9 (28.6)          | −2.1 (28.2)          |
| 평균 강수량 mm (인치)                                         | 40.9 (1.61)          | 31.0 (1.22)          | 61.0 (2.40)          | 75.5 (2.97)          | 174.8 (6.88)         | 216.8 (8.54)         | 222.4 (8.76)         | 193.5 (7.62)         | 111.2 (4.38)         | 65.3 (2.57)          | 42.2 (1.66)          | 34.6 (1.36)          | 1,269.2 (49.97)      |
| 평균 강수일수 (≥ 0.1 mm)                                      | 9.6                  | 9.6                  | 13.8                 | 12.2                 | 13.9                 | 16.4                 | 16.6                 | 15.4                 | 9.7                  | 6.8                  | 6.9                  | 7.2                  | 138.1                |
| 평균 상대 습도 (%)                                            | 76                   | 78                   | 82                   | 79                   | 79                   | 83                   | 82                   | 82                   | 78                   | 74                   | 74                   | 72                   | 78                   |
| 평균 월간 일조시간                                            | 64.3                 | 60.0                 | 57.6                 | 103.3                | 152.7                | 155.4                | 187.9                | 193.3                | 187.2                | 175.5                | 132.6                | 108.7                | 1,578.5              |
| 가능 일조율                                                   | 19                   | 19                   | 15                   | 27                   | 37                   | 38                   | 45                   | 49                   | 51                   | 49                   | 40                   | 33                   | 35                   |
| 출처: 중국기상국 (평년값: 1991년~2020년, 극값: 1951년~2010년) |                      |                      |                      |                      |                      |                      |                      |                      |                      |                      |                      |                      |                      |

## 행정 구역
난닝 시의 현급행정구역은 7개의 시할구와 5개의 현으로 구성된다
| 난닝시 현급구역 | #         | 이름     | 간자 | 면적(km2) | 인구(명) |
| --------------- | --------- | -------- | ---- | --------- | -------- |
|                 |           |          |      |           |          |
| 시할구          |           |          |      |           |          |
| 1               | 싱닝 구   | 兴宁区   | 751  | 31만      |          |
| 2               | 칭슈 구   | 青秀区   | 872  | 54.8만    |          |
| 3               | 융닝 구   | 邕宁区   | 1249 | 32.4만    |          |
| 4               | 량칭 구   | 良庆区   | 1369 | 20.8만    |          |
| 5               | 장난 구   | 江南区   | 1154 | 40.2만    |          |
| 6               | 시샹탕 구 | 西乡塘区 | 1298 | 75만      |          |
| 11              | 우밍 구   | 武鸣区   | 3366 | 65만      |          |
| 현              |           |          |      |           |          |
| 7               | 헝 현     | 横县     | 3464 | 115만     |          |
| 8               | 빈양 현   | 宾阳县   | 2314 | 100만     |          |
| 9               | 상린 현   | 上林县   | 1876 | 45만      |          |
| 10              | 마산 현   | 马山县   | 2363 | 51만      |          |
| 12              | 룽안 현   | 隆安县   | 2264 | 35만      |          |

## 경제
2007년의 GDP는 1063억 위안으로 예년에 비해 17.1% 성장하였다. 1인당 GDP는 15685위안(2296달러)으로 중국 659개 도시 중 116위를 차지하였다. 2007년 외국으로의 수출액은 100억 달러였다. 외국인 고정 자산 투자는 343억 위안이었다. 난닝에는 6개의 개발구와 공업 단지가 있고 그 중 3개의 생산액이 난닝 총 GDP의 8%에 해당하는 600만 위안을 차지한다.
광물 자원으로는 금, 철, 망간, 알루미늄, 석영, 은, 인듐, 석탄, 대리석, 화강암이 있다. 중국의 다른 종류의 광물 자원의 3분의 1이 난닝에서 발견된다.

## 교통
- 난닝 우수 국제공항
- 난닝 궤도교통

## 주민
2006년에 난닝 총 인구는 648만 명이었고 그 중 245만 명이 행정구역 조정 후의 도시 거주민이었다. 좡족, 한족, 야오족, 후이족, 먀오족, 둥족, 만주족을 포함한 35개 민족 집단이 살고 있다. 이들 소수민족은 대부분 도시화되어 한족과 구별되지 않기 때문에 민족 간의 긴장은 적은 편이다.